# سیارک ۱۱۸۴۸
سیارک ۱۱۸۴۸ (به انگلیسی: 11848 Paullouka، نامگذاری:1988CW2) یازده هزار و هشتصد و چهل و هشتمین سیارک کشف شده‌است که در ۱۱ فوریه ۱۹۸۸ کشف شد.
قدر مطلق سیارک برابر ۱۹٫۵ است.